# Mokona Modoki
Mokona Modoki (モコナ＝モドキ?) è il nome dato a due personaggi creati dalle CLAMP, rispettivamente personaggi del manga Tsubasa RESERVoir CHRoNiCLE e di xxxHOLiC. Il nome Mokona Modoki, o più semplicemente Mokona, si riferisce ad entrambi i personaggi, i quali non vengono mai chiamati con i loro veri nomi, Soel e Larg.
Letteralmente Mokona Modoki significa "falsa Mokona" oppure "copia Mokona", riferimento alla vera Mokona, personaggio della serie Magic Knight Rayearth. Prende il nome da uno dei membri delle CLAMP, Mokona Apapa.

## Storia
In Tsubasa RESERVoir CHRoNiCLE esistono due Mokona, una bianca (che viaggia con la principessa ed il gruppo) ed una nera. Mokona nera vive nel negozio con Yuko Ichihara e Watanuki.
Yuko afferma di aver clonato le due Mokona insieme a Clow da un'altra Mokona proveniente da un mondo diverso (la Mokona di Rayearth).

## Le due Mokona

### Mokona bianca
Mokona Soel Modoki (モコナ＝ソエル＝モドキ?, Mokona=Soeru=Modoki) è un esserino bianco di razza sconosciuta, che possiede, o almeno così dice, 108 abilità segrete. Nella fronte ha una grossa pietra rossa, ma parrebbe solamente per motivi estetici. Ha invece un orecchino rosso, sull'orecchio destro. Quest'orecchino, come afferma Yuko Ichihara nel manga di xxxHOLiC, sarebbe un incantesimo. Non si sa altro a questo proposito però.
Mokona aiuta il gruppo di Tsubasa Chronicle in diversi modi: ad esempio li fa viaggiare attraverso i mondi per trovare le piume di Sakura, e ne avverte la presenza gridando la parola "Mekyo" e spalancando gli occhi. Mokona inoltre costituisce un ottimo traduttore universale per il gruppo: infatti i vari personaggi di Tsubasa provengono da mondi diversi e senza l'aiuto di Mokona non si capirebbero.
Mokona ama molto viaggiare con il mago Fay D. Flourite ed il ninja Kurogane. Soprattutto ama prendere in giro il secondo insieme al mago. Nonostante Kurogane sembri non sopportare Mokona, lei gli rimane spesso attaccata. In una parte del manga Mokona prende in giro Kurogane imitando la sua voce e dicendo una frase troppo sdolcinata per il ninja.

#### Abilità segrete
Ecco alcune delle abilità segrete di Soel:
- ultrarecitazione drammatica: Mokona riesce a recitare in maniera perfetta.
- travestimento: Mokona è in grado di travestirsi da chiunque.
- traduttore: Mokona può tradurre automaticamente qualsiasi lingua.
- super aspirazione: può trasportare qualsiasi oggetto nel mondo della Strega delle dimensioni dopo averlo ingoiato
- capacità di disegno
- comunicazione tra vari mondi: può comunicare tra l'altro con Yuko.

### Mokona nero
Mokona Larg Modoki (モコナ＝ラーグ＝モドキ?, Mokona=Lāgu=Modoki) è un esserino nero di razza sconosciuta, come la Mokona bianca, ed è di sesso maschile. Nella fronte ha una grossa pietra ma a differenza di Soel che l'ha rossa, Larg la possiede blu. Larg possiede anche un orecchino di colore blu. Al contrario di Soel, lo porta sull'orecchio sinistro. Quest'orecchino, come afferma Yuko Ichihara nel manga di xxxHOLiC, sarebbe un sigillo. Non si sa altro a questo proposito.
Vive nel nostro mondo (in Giappone) con la strega delle dimensioni. Si sa molto poco di lui: sappiamo ad esempio che può trasportare da Yuko qualsiasi cosa Mokona bianca ingerisca.
Nonostante sia meno allegro e giocoso di Mokona bianca, ama comunque prendere in giro Watanuki.
Come Yuko, inoltre, ama bere alcolici (la sua prima battuta è stata "Anche Mokona beve!").

#### Abilità segrete
Ecco alcune delle abilità segrete di Larg:
- vedere i fantasmi: Larg è in grado di vedere i fantasmi, cosa che Soel non sa fare.